# شهرستان ویشان (شاندونگ)
شهرستان ویشان (به انگلیسی: Weishan County) یک شهرستان در چین است که در جینینگ (شاندونگ) واقع شده‌است. شهرستان ویشان ۱٬۷۸۰ کیلومتر مربع مساحت و ۶۸۰٬۰۰۰ نفر جمعیت دارد و ۴۶ متر بالاتر از سطح دریا واقع شده‌است.